# Antioch College
Antioch College es una universidad privada de artes liberales en Yellow Springs, Ohio. Fundada en 1850 por Christian Connection, la universidad comenzó a funcionar en 1852 como una institución no sectaria; El político y reformador educativo Horace Mann fue su primer presidente.
La universidad ha sido políticamente liberal y reformista desde sus inicios. Fue la cuarta universidad del país en admitir estudiantes afroamericanos en igualdad de condiciones que los blancos. Ha tenido una historia financiera y corporativa tumultuosa, cerrando repetidamente, durante años, hasta que se reunieron nuevos fondos.
Antioch College comenzó a abrir nuevos campus en 1964, cuando compró la Escuela de Educación Putney en Vermont. Con el tiempo, abrió más de 38 campus diferentes y en 1978 cambió su nombre a Antioch University. Si bien la mayoría de los campus de la universidad se centraron en la educación de adultos, programas de posgrado y obtención de títulos, Antioch College siguió siendo una institución de pregrado tradicional en el campus original. En 2008, la universidad cerró la facultad, pero la reabrió bajo una nueva administración en 2011 después de que un grupo de exalumnos formara la Corporación de Continuación de Antioch College y comprara a la universidad tanto el campus físico como el derecho a usar el nombre "Antioch College".
Antioch es una de las pocas instituciones de artes liberales en los Estados Unidos que ofrece un programa de trabajo educativo cooperativo obligatorio para todos los estudiantes. Es miembro de la Asociación de Universidades de los Grandes Lagos, la Alianza Global de Artes Liberales, y el Consejo Estratégico de Ohio para la Educación Superior. La universidad posee dos premios Nobel, José Ramos-Horta y Mario Capecchi.